# Harm Agteresch
Harm Agteresch alias Harm oet Riessen (Rijssen, 20 april 1943 – aldaar, 17 februari 2011) was een Nederlands komiek. In de jaren zeventig verkreeg hij vooral in Oost-Nederland bekendheid door zijn shows, die vooral conferences en liedjes bevatten, doorspekt met clownesk gedrag. Bij RTV Oost werkte hij mee aan diverse programma's. Zijn radioprogramma Harms Farms werd al sinds 1984 uitgezonden. Ook schreef hij wekelijks een column in het Rijssens Nieuwsblad.

## Biografie
Agteresch liftte in de jaren zestig regelmatig op zijn klompen door Europa. Hij verdiende zijn geld met 'optredens' met voor het publiek onverstaanbare liedjes, tapdansen en een clownsnummer. Hier legde hij de basis voor zijn latere artiestenbestaan. Hij werd mede-heroprichter van de Rijssense Revue, schreef in de jaren zeventig teksten en trad ook zelf op in deze tot in de verre omtrek populaire revue. 
Eind jaren zeventig, begin jaren tachtig ging hij solo toeren en werd hij beroepsartiest. Voor RTV Oost maakte Harm ook televisie, zoals de programma's Harms Locafarantara, Harms Escortservice, Harm & Herman (de hond van Harm). Rode draad in deze programma’s was het opzoeken (per fiets, of met de Ford Escort) van bijzondere 'gewone' mensen en met hen te 'ouwehoeren'.
Ook was Agteresch bijna 25 jaar verbonden met de zaterdag op Radio Oost. Hij presenteerde elke zaterdag van 10.00 uur tot 12.00 uur de Harms Farms. April 2010 nam Agteresch afscheid van zijn luisteraars.
In augustus 2010 werd bij Agteresch longkanker geconstateerd. In een openhartig interview bij TV oost in januari 2011 was hij nog tamelijk laconiek over zijn ziekte. Hij grapte; "ik rook nog twee aanstekers in de week". In februari 2011 kwam alleen nog familie aan zijn ziekbed.
Op 17 februari 2011 overleed Agteresch, 67 jaar oud.

## Selectieve discografie (lp's, cd's, video)
- Aangenaam: Harm oet Riessen – lp (HD 1978)
- Loat mie méér joekelul'n… - lp (Telstar 1980)
- I am ben een Kentucky-Tukker – lp (Telstar 1981)
- Met ne glimlach – lp (Telstar 1982)
- One man show: 'Hé…hé…foei…foei…' – lp (Telstar 1985)
- Bloote beene stoete met sjem – cd (Dukarec 1992)
- Rijssen 750 jaar stad: Rijssens Mannenkoor, declamaties van Harm oet Riessen – cd 1993
- Harm oet Riessen – cd (Ivory Tower 1996)
- Groet’n uut Twente – video (Multi Visual Prod. 1996)
- Zin en onzin – cd (Ivory Tower 2000)